# Kenji Ōshiba
Kenji Ōshiba (大柴 健二?, Ōshiba Kenji; Prefettura di Yamanashi, 19 novembre 1973) è un ex calciatore giapponese, di ruolo attaccante.